# Liberazione di Goes
La liberazione di Goes fu un episodio della guerra degli ottant'anni che ebbe luogo a Goes tra le truppe ribelli olandesi (aiutate da un contingente inglese) e quelle spagnole.
Nell'agosto del 1572, la città di Goes venne assediata dalle forze olandesi col supporto di truppe inglesi inviate dalla regina Elisabetta I. Questo fatto rappresentò una concreta minaccia alla vicina città di Middelburg, anch'essa assediata. Nell'impossibilità di liberare Goes dal mare, 3000 soldati del tercio al comando di Cristóbal de Mondragón attraversarono il fiume Scheldt alla foce, camminando per 15 chilometri nel cuore della notte con l'acqua sino alla cintola. L'improvviso arrivo delle forze spagnole portò al ritiro delle truppe anglo-olandesi da Goes, permettendo così agli spagnoli di mantenere anche il controllo della città di Middelburg, capitale dell'Isola di Walcheren.

## Antefatto

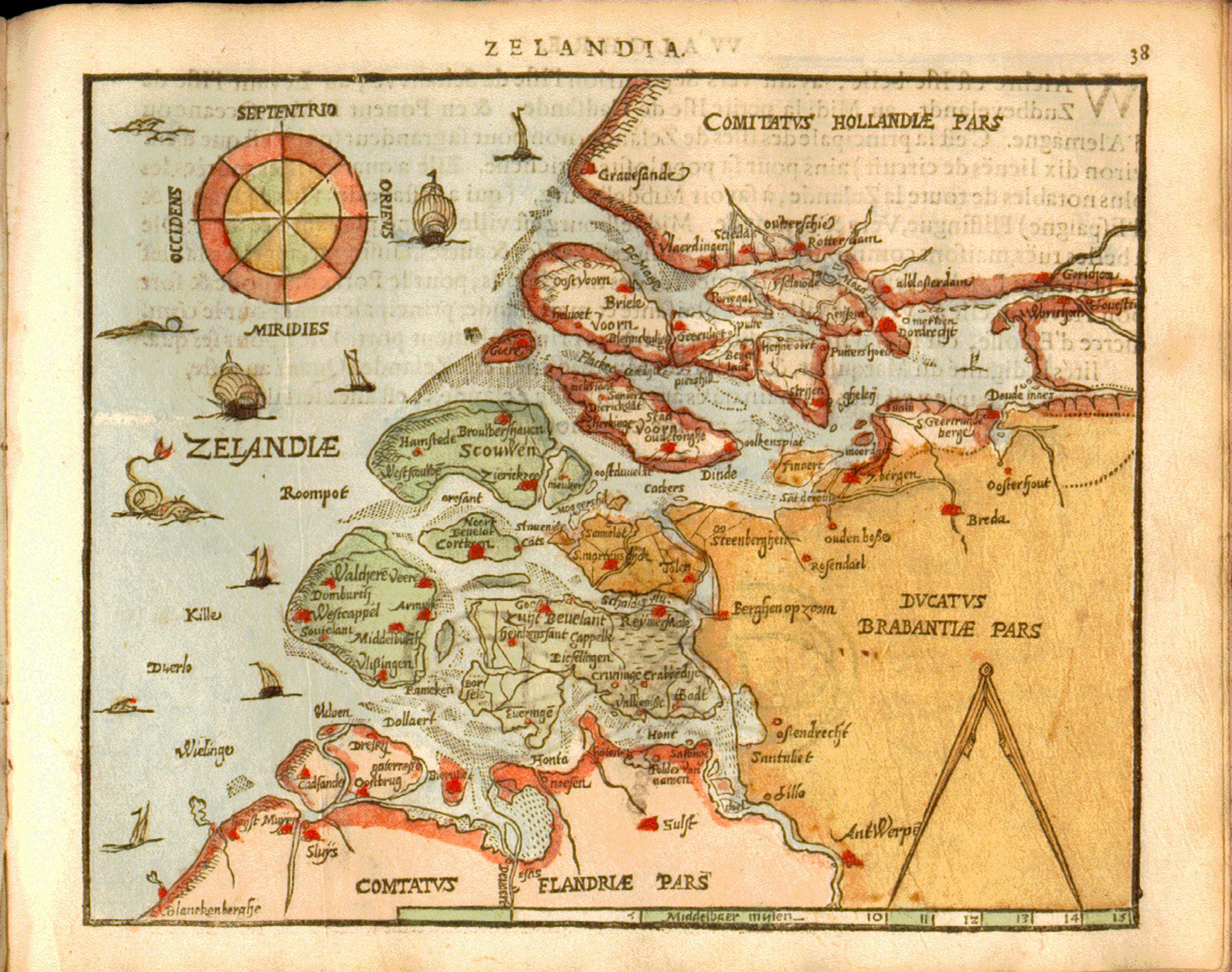
Mappa della Zelanda (in verde) alla fine del XVI secolo, di Heyns Ortelius.

Dal 1566, nei Paesi Bassi erano passati in possesso alla monarchia spagnola e successivamente scoppiarono una serie di rivolte presso gli olandesi locali, perlopiù protestanti, a causa delle imposizioni religiose ed economiche volute dal nuovo governo. Nel 1567 le ostilità crebbero sempre più, portando allo scoppio della guerra degli ottant'anni.
Nell'aprile del 1572 i Geuzen, i ribelli olandesi che si opponevano alla Spagna, presero Brielle, la prima città ad essere conquistata nel corso della guerra. Le altre città nella provincia della Zelanda ben presto aderirono ai ribelli, ed a metà del 1572 solo Arnemuiden e Middelburg, sull'isola di Walcheren, e Goes, sull'isola di Zuid-Beveland, rimanevano sotto il controllo spagnolo, ed entrambe erano minacciate dalle forze olandesi dello stadtholder Guglielmo d'Orange col supporto di truppe inglesi inviate da Elisabetta I d'Inghilterra.
Jerome Tseraarts, governatore di Flessinga al comando delle forze olandesi sull'isola di Walcheren, tentò di prendere Goes poco prima, ma venne respinto dalla guarnigione della città, comandata dallo spagnolo Isidro Pacheco. Il 26 agosto 1572, al comando di 7000 soldati di cui 1500 inglesi al comando di Thomas Morgan e di Humphrey Gilbert, e con una flotta di 40 navi, Tseraarts tornò ad assediare la città. La guarnigione spagnola di Goes, inferiore per numero, non sarebbe sopravvissuta a lungo senza rifornimenti esterni.
Fernando Álvarez de Toledo, duca d'Alba e governatore dei Paesi Bassi spagnoli per conto di Filippo II di Spagna, ordinò a Sancho Dávila y Daza, governatore della cittadella di Anversa, di inviare dei rinforzi a Goes via mare. La presenza nell'area della flotta dei ribelli capeggiata da Ewout Pietersz Worst ad ogni modo lo impediva.

## La liberazione di Goes

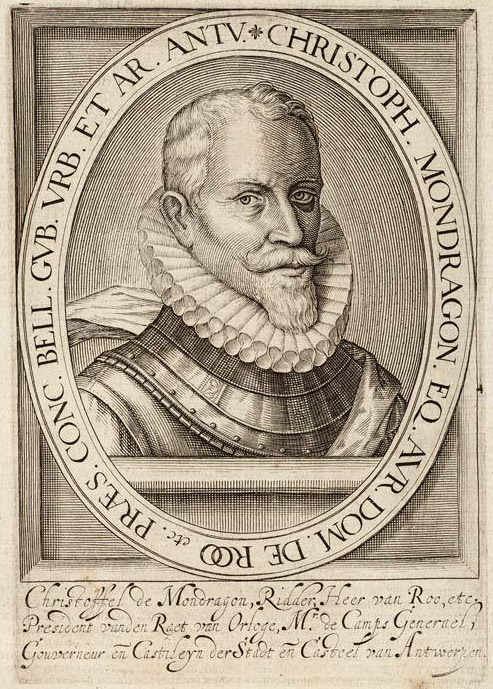
Incisione rappresentante Don Cristóbal de Mondragón, 1599.

Il fiume Scheldt si divideva in due rami in differenti direzioni prima di raggiungere il Mare del Nord: l'Oosterschelde a nord ed il Westerschelde a ovest. Tra questi due rami vi erano le isole di Walcheren e Zuid-Beveland, mentre nella parte a nord si trovava Goes. L'area tra il Brabante e Zuid-Beveland era in gran parte pianeggiante esposta alle maree del Mare del Nord che, in periodi di secca, facevano arrivare il fiume a 1-1,5 m di altezza, mentre in caso di piena questo poteva innalzarsi sino a 3 metri.
Il capitano Plomaert, un fiammingo leale alla Spagna, accompagnato da due guide locali che conoscevano bene il territorio, studiò la possibilità per le truppe spagnole di guadare il fiume Oosterschelde a piedi ed il suo piano venne infine approvato da Sancho Dávila e da Cristóbal de Mondragón. Per l'esecuzione dello stesso, Mondragón predispose una forza di 3000 soldati tra spagnoli, valloni e picchieri tedeschi a Woensdrecht (presso Bergen op Zoom).
La sera del 20 ottobre, Mondragón ed i suoi uomini, preceduti da Plomaert e dalle sue guide, si gettarono nel fiume, ciascuno equipaggiato con un bagaglio di polvere da sparo e provviste che dovevano essere tenute sopra la testa con l'aiuto delle loro picche per tutto l'attraversamento. Nella notte il gruppo percorse 15 chilometri nel fiume.

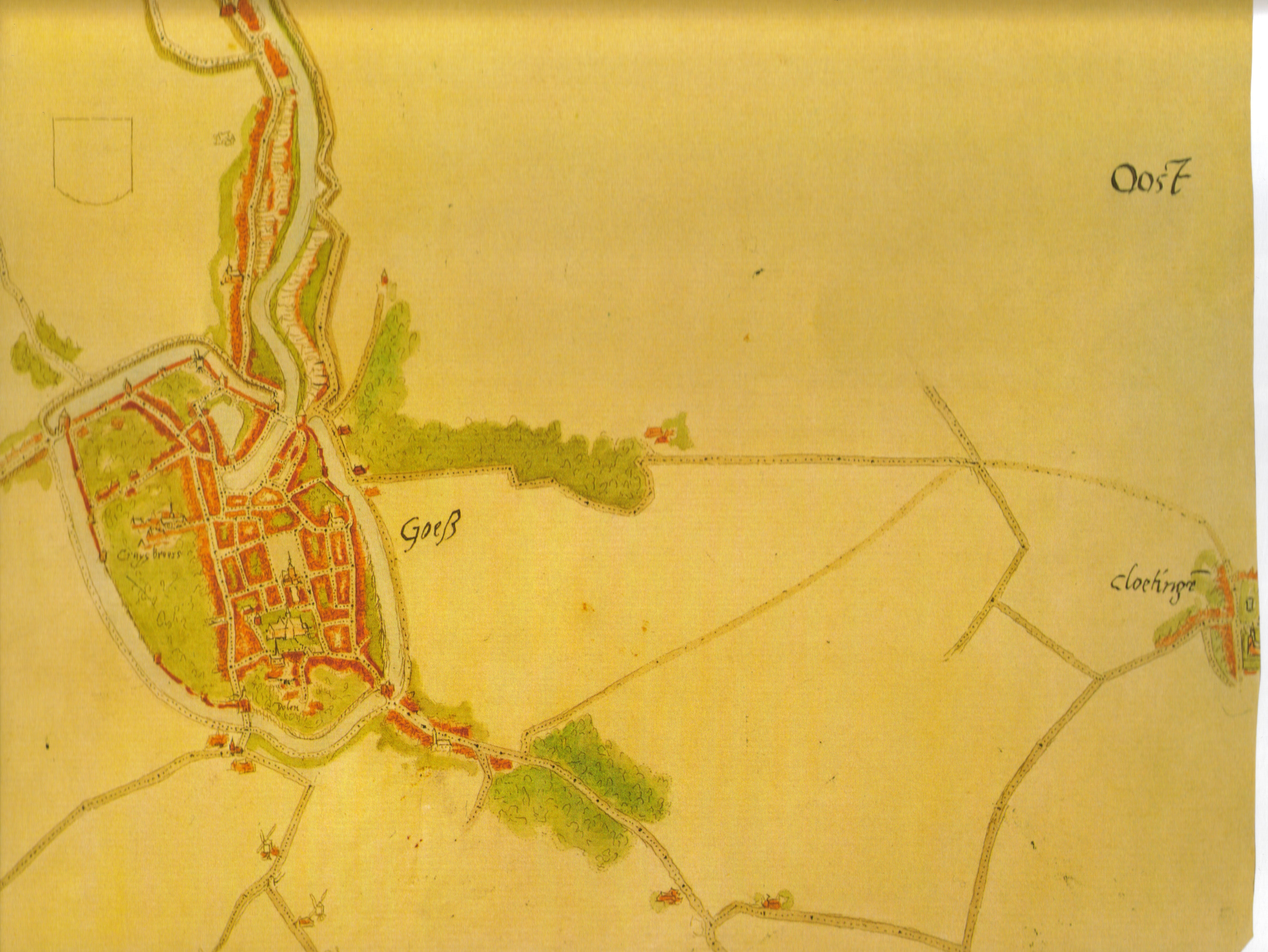
Mappa di Goes e Kloetinge nel 1572.

Poco prima dell'alba l'armata raggiunse la riva di Zuid-Beveland presso Yerseke, a 20 km da Goes, avendo perso solo nove uomini nella traversata (un numero tutto sommato contenuto considerando il pericolo del compito). Quindi puntarono su Goes. Le truppe anglo-olandesi stavano assediando la città e rimasero sorprese di trovarsi sul campo i tercios spagnoli in quanto si aspettavano che gli stessi giungessero via mare; di fronte alla forza nemica lasciarono l'assedio e si ritirarono verso le loro navi, inseguiti dai soldati di Mondragón, i quali inflissero agli olandesi perdite per più di 800 uomini.

## Conseguenze
La ritirata delle forze anglo-olandesi da Goes permise alle truppe degli spagnoli di riprendere temporaneamente Middelburg, capitale della Zelanda, terminando l'assedio degli olandesi nel febbraio del 1574. Alla fine del 1572, Goes, Arnemuiden, Middelburg e Rammekens rimanevano sotto il controllo degli spagnoli. L'isola di Schouwen, inclusa Zierikzee, venne mantenuta dalle forze olandesi sino alla sua riconquista da parte degli spagnoli nel 1576 guidati da Luis de Requesens, governatore dei Paesi Bassi spagnoli.